# Vienna Open 2019 - Qualificazioni singolare
Le qualificazioni del singolare al Vienna Open 2019 sono state un torneo di tennis preliminare per accedere alla fase finale della manifestazione. I vincitori dell'ultimo turno sono entrati di diritto nel tabellone principale. In caso di ritiro di uno o più giocatori aventi diritto a questi sono subentrati i lucky loser, ossia i giocatori che hanno perso nell'ultimo turno ma che avevano una classifica più alta rispetto agli altri partecipanti che avevano comunque perso nel turno finale.

## Teste di serie
1. Alexander Bublik (ultimo turno, lucky loser)
2. Cameron Norrie (ultimo turno)
3. Márton Fucsovics (qualificato)
4. Aljaž Bedene (qualificato)

1. Philipp Kohlschreiber (qualificato)
2. Federico Delbonis (ultimo turno)
3. Nicolás Jarry (primo turno)
4. Stefano Travaglia (ultimo turno)

## Qualificati
1. Damir Džumhur
2. Philipp Kohlschreiber

1. Márton Fucsovics
2. Aljaž Bedene

### Lucky loser
1. Alexander Bublik

## Tabellone

### Legenda
| - Q = Qualificato - WC = Wild card - LL = Lucky loser | - ALT = Alternate - SE = Special Exempt - PR = Protected Ranking | - w/o = Walkover - r = Ritirato - d = Squalificato |

### Sezione 1
|  | Primo turno | Primo turno      | Primo turno      | Primo turno | Primo turno |  |  | Ultimo turno | Ultimo turno     | Ultimo turno | Ultimo turno | Ultimo turno |  |
|  |             |                  |                  |             |             |  |  |              |                  |              |              |              |  |
|  | 1           | Alexander Bublik | Alexander Bublik | 7           | 6           |  |  |              |                  |              |              |              |  |
|  |             | Kamil Majchrzak  | Kamil Majchrzak  | 6(1)        | 4           |  |  | 1            | Alexander Bublik | 3            | 6            | 1            |  |
|  |             | Damir Džumhur    | Damir Džumhur    | 6           | 6           |  |  |              | Damir Džumhur    | 6            | 3            | 1            |  |
|  | 7           | Nicolás Jarry    | Nicolás Jarry    | 4           | 4           |  |  |              |                  |              |              |              |  |

### Sezione 2
|  | Primo turno | Primo turno           | Primo turno           | Primo turno | Primo turno |  |  | Ultimo turno | Ultimo turno          | Ultimo turno          | Ultimo turno | Ultimo turno |  |
|  |             |                       |                       |             |             |  |  |              |                       |                       |              |              |  |
|  | 2           | Cameron Norrie        | Cameron Norrie        | 6           | 6           |  |  |              |                       |                       |              |              |  |
|  | WC          | Alexander Erler       | Alexander Erler       | 4           | 2           |  |  | 2            | Cameron Norrie        | Cameron Norrie        | 3            | 3            |  |
|  | WC          | Sebastian Ofner       | Sebastian Ofner       | 4           | 5           |  |  | 5            | Philipp Kohlschreiber | Philipp Kohlschreiber | 6            | 6            |  |
|  | 5           | Philipp Kohlschreiber | Philipp Kohlschreiber | 6           | 7           |  |  |              |                       |                       |              |              |  |

### Sezione 3
|  | Primo turno | Primo turno       | Primo turno       | Primo turno | Primo turno |  |  | Ultimo turno | Ultimo turno      | Ultimo turno | Ultimo turno | Ultimo turno |  |
|  |             |                   |                   |             |             |  |  |              |                   |              |              |              |  |
|  | 3           | Márton Fucsovics  | Márton Fucsovics  | 6           | 6           |  |  |              |                   |              |              |              |  |
|  |             | Egor Gerasimov    | Egor Gerasimov    | 4           | 1           |  |  | 3            | Márton Fucsovics  | 6            | 1            | 6            |  |
|  | WC          | Lucas Miedler     | Lucas Miedler     | 65          | 4           |  |  | 8            | Stefano Travaglia | 3            | 6            | 2            |  |
|  | 8           | Stefano Travaglia | Stefano Travaglia | 7           | 6           |  |  |              |                   |              |              |              |  |

### Sezione 4
|  | Primo turno | Primo turno       | Primo turno   | Primo turno | Primo turno |  |  | Ultimo turno | Ultimo turno      | Ultimo turno      | Ultimo turno | Ultimo turno |  |
|  |             |                   |               |             |             |  |  |              |                   |                   |              |              |  |
|  | 4           | Aljaž Bedene      | Aljaž Bedene  | 6           | 6           |  |  |              |                   |                   |              |              |  |
|  | PR          | Jozef Kovalík     | Jozef Kovalík | 2           | 4           |  |  | 4            | Aljaž Bedene      | Aljaž Bedene      | 6            | 7            |  |
|  | Alt         | Ilya Ivashka      | 67            | 6           | 3           |  |  | 6            | Federico Delbonis | Federico Delbonis | 2            | 6            |  |
|  | 6           | Federico Delbonis | 7             | 4           | 6           |  |  |              |                   |                   |              |              |  |